# 부산국제철도기술산업전
부산국제철도기술산업전(釜山國際鐵道技術産業展, Korea Railways & Logistics Fair)은 부산광역시에서 격년 개최되는 아시아 최초의 철도기술 관련 산업 견본시로, 세계 4대 철도산업 전문 전시회 중 하나이다. 줄여서 레일로그 코리아(RailLog Korea)로 부르기도 한다.

## 역사
부산국제철도기술산업전은 세계 4대 철도 산업 전문 전시회로서, 2003년부터 격년제로 개최되고 있다. 2007년, 아시아 최초로 세계전시연맹(UFI)으로부터 국제전시회 인증을 획득하였다. 1회부터 7회까지 명칭은'부산국제철도 및 물류산업전'이었으나, 2017년 8회부터는 '부산국제철도기술산업전'으로 개칭하였다.

### 1회 (2003년)
2003년 5월 28일~6월 1일, 「2005 부산 국제 철도 및 물류산업전」이 산업자원부, 건설교통부, KOTRA의 후원으로 개최되었다.

### 2회 (2005년)
2005년 6월 8일~11일 열린 「2005 부산 국제 철도 및 물류산업전」에 15개국 151사가 참가하였다. 일반인은 11일 하루만 입장할 수 있었다.

### 3회 (2007년)
2007년 6월 16일~19일 열린 「2007 부산국제철도 및 물류산업전」에 15개국 132개사가 참여하였다. 유엔 아시아태평양경제사회위원회(UNESCAP)는 2006년 부산에서 열렸던 교통장관회의에서 논의된 아시아횡단철도(TAR)의 시발점이 부산이라는 점에서 이 행사의 공식 후원기관으로 참가하였다.
로템은 자사 기술진과 11개 연구기관이 공동 개발하여 2009년 호남선에 투입될 시속 350km급 고속열차 KTX-Ⅱ의 실물을 공개하였다. 우진산전은 세계 4번째이자 국내 최초로 개발된 완전무인자동운전 경량전철 차량을 최초 공개하였다.

### 4회 (2009년)
2009년 6월 4일~6일, 14개국 124개사 규모로 열렸다. 우크라이나 교통부 차관과 철도청장, 블라디보스토크 시장 일행, 독일 연방정부 건설교통부 국장 등도 방문하였다.
현대로템은 3종의 실제 철도차량을 전시하였다. 특히 국책사업으로 개발한 KTX 열차도 최초 공개되었다. 우진산전은 부산 도시철도 3호선 2단계 반송선 구간에 투입될 국내 최초의 무인 고무바퀴 경전철 차량을 전시하였다. 로윈은 철도차량 1종과 인천 월미도 관광특구에 운영 예정인 모노레일을 선보였다.

### 5회 (2011년)
2011년 6월 15일~18일, 17개국 158개사 682개 부스 규모로 열렸다. 약 2만 5,000명이 방문한 것으로 집계되었다.
현대로템과 우진산전, 로윈 등에서 실제 철도차량을 공개하였으며 한국화이바와 성신RST에서는 모형과 그래픽 패널형식으로 철도차량을 전시하였다. 현대로템은 뉴질랜드와 그리스에 납품하는 2종의 수출형 철도차량을 국내에서 처음 전시하였다. 우진산전은 스마트 모노레일을, 로윈은 서울도시철도공사 7호선 전동차인 SR001을 선보였다. 해외업체로는 이탈리아의 핀메카니카(Finmeccanica) 그룹 자회사인 안살도가, 캐나다의 탈레스, 일본 히타치 등이 참가하였다.
또한, 동시행사로 아시아횡단철도(TAR) 관련 국제회의가 열려 TAR 관련 28개국 정부의 주무부처에서 100여명이 참석하였다.

### 6회 (2013년)
2013년 6월 12일~15일, 20개국 158개사 규모의 전시회가 열렸다.
현대로템은 기존에 선보였던 시속 430㎞급 차세대 고속열차인 HEMU-430X를 국내 최초로 일반인에게 공개하였고, 유가선 및 무가선으로 주행하는 저상트램을 실차로 전시하였다. 우진산전은 무공해 전기에너지를 사용한 SMART 모노레일을 실차로 공개하였으며, 삼표이앤씨는 호남고속철도에 시범 적용될 신기술 궤도구조인 PST 시스템을 공개하였다. 이외에, 한국철도시설공단, 부산교통공사, 한국철도기술연구원, 이탈리아의 안살도, 캐나다의 탈레스, 일본의 히타치, 독일의 보슬로 등 글로벌 업체가 대거 참가하였다.

### 7회 (2015년)
2025년 6월 10일~13일, 부산시·한국철도공사·한국철도시설공단 공동주최, 한국철도차량산업협회·한국철도협회·벡스코·메쎄프랑크푸르트코리아 공동 주관으로 21개국 161개사 규모의 전시회가 열렸다.
현대로템은 인도 하이데라바드와 브라질 상파울로에 납품할 전동차와, 완전 자동무인 시스템이 적용된 우이-신설 경전철을 최초 공개하였다. 우진산전은 바이모달 트램과 고무차륜 경량전철인 INTELLIGENT APM, 미니트램 차량을 공개하였다. 삼표 E&C는 선로 전환장치와 슬래브궤도 모형을, 한국철도시설공단은 4D라이더, 모션인식체험관등을 소개하였다. 부산교통공사는 전력분석기 등 자체개발품과 국토교통기술개발사업관련 시스템들을 공개하였다. 오스트리아는 국가관 형태로 참가하였으며, 독일의 지멘스지멘스, 호이트 터보 등의 기업들이 최신 기술을 선보였다.

### 8회 (2017년)

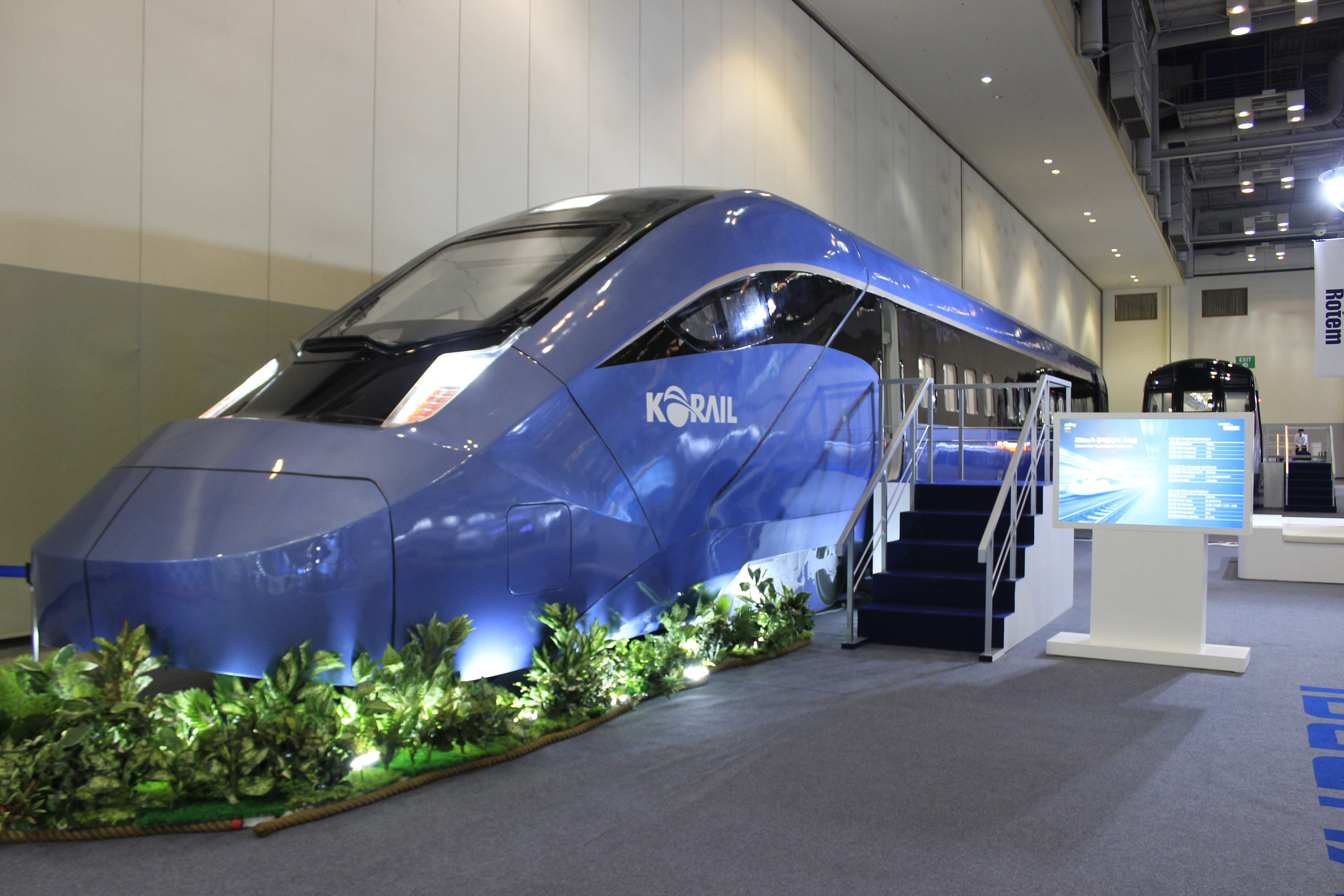
현대로템 부스에 전시되어 있는 EMU-250

2017년 6월 14일~17일, 22개국 163개사 830개 부스 규모로 전시회가 열렸다. 관람객 수는 1만8,000여 명에 달하는 것으로 집계되었다.
현대로템은 홍콩 샤틴~센트럴 노선(SCL) 전동차와 동력분산식 고속열차 EMU-250을 공개하였다. 우진산전은 철도차량(APM)과 친환경적 교통시스템인 미니트램 및 전기버스를 공개하였다. 외국 기업으로는 오스트리아는 국가관 형태로 대규모로 참가하였으며, 알스톰, TUV 라인란드 코리아, 리카르도 레일, 한국 크노르 브레이크 등이 참가하였다.

### 9회 (2019년)
2019년 6월 12일~15일, 부산시·국가철도공단·한국철도공사 공동주최로 23개국 165개사 약 939개 부스 규모의 전시회가 열렸다. 비즈니스 전문 관람객과 일반 관람객 등 약 2만 여명이 방문한 것으로 집계되었다.
현대로템은 수소전기트램으로 개발 중인 급곡선 시험차량과 튀니지 철도청에 납품할 저상형 전동차 1량을 공개하였다. 다원시스는석남연장선 7호선 전동차 1량과 추진제어장치, 보조전원장치, 열차종합제어장치, 공기조화장치 등을 전시하였다. 우진산전은 철도차량 냉난방 객실조명 등 전원을 공급하는 전장품 및 모터블럭 추진제어장치 등 철도부품을, 이외에 경원기계공업·삼표레일웨이·유진기공·LS전선·씨에스아이엔테크·스토브리코리아·크노르브레이크 등도 대형 전시 부스를 조성하였다.
오스트리아는 6개 주력기업을 중심으로 한 국가관 형태로 참가하였으며, 중국중차(CRRC) 핵심 계열사도 참가하였다.

### 10회 (2021년)
2021년 6월 16일~19일, 부산시·국가철도공단·한국철도공사 공동주최, 한국철도차량산업협회·한국철도협회·벡스코·메쎄프랑크푸르트코리아 공동 주관으로 95개사 약 810개 부스 규모의 전시회가 열렸다.
국가철도공단·에스알·부산교통공사·현대로템·우진산전·LG디스플레이 등이 참여하였다. 현대로템은 현대자동차의 수소 연료 전지와 전기 배터리를 조합한 혼합 하이브리드 방식의 수소전기트램 콘셉트 차량과 및 수소 충전설비 패키지를 선보였으며, 시속 320km급 동력분산식 고속 열차 EMU-320 등을 전시하였다. 우진산전은 별내선 연장용 신규 개발 도시철도 차량을 전시하였다. LG디스플레이는 철도용 투명 유기 발광 다이오드(OLED) 패널을 공개하였다.

### 11회 (2023년)
2023년 6월 14일~17일, 14개국, 120개사에서 970개 부스 규모의 역대 최대 규모(부스 규모 기준)로 전시회가 열렸다. 대한민국측에서는 국가철도공단·한국철도공사·에스알·부산교통공사 등 철도기관과 현대로템·우진산전·다원시스 등 철도차량 제조사들이 대거 참여하였다.

### 12회 (2025년)
2025년 6월 18일~21일 열릴 예정이다.

## 같이 보기
- 이노트란스